# Medasina pelia
Medasina pelia là một loài bướm đêm trong họ Geometridae.